# Seleção Brasileira de Voleibol Sentado Feminino
Seleção brasileira de voleibol sentado feminino é a seleção nacional de voleibol sentado adulta profissional brasileira, organizada e gerenciada pela Confederação Brasileira de Voleibol para Deficientes (CBVD). A estreia da seleção em competições internacionais foi nos Jogos Parapan-Americanos de 2003, realizados em Mar del Plata, na Argentina. Os principais resultados em âmbito internacional são a medalha de bronze nos Jogos Paralímpicos do Rio de Janeiro e as medalhas de prata nos Jogos Parapan-Americanos, em 2003 e 2015. Atualmente ocupa o terceiro lugar geral do Ranking do World ParaVolley.

## História

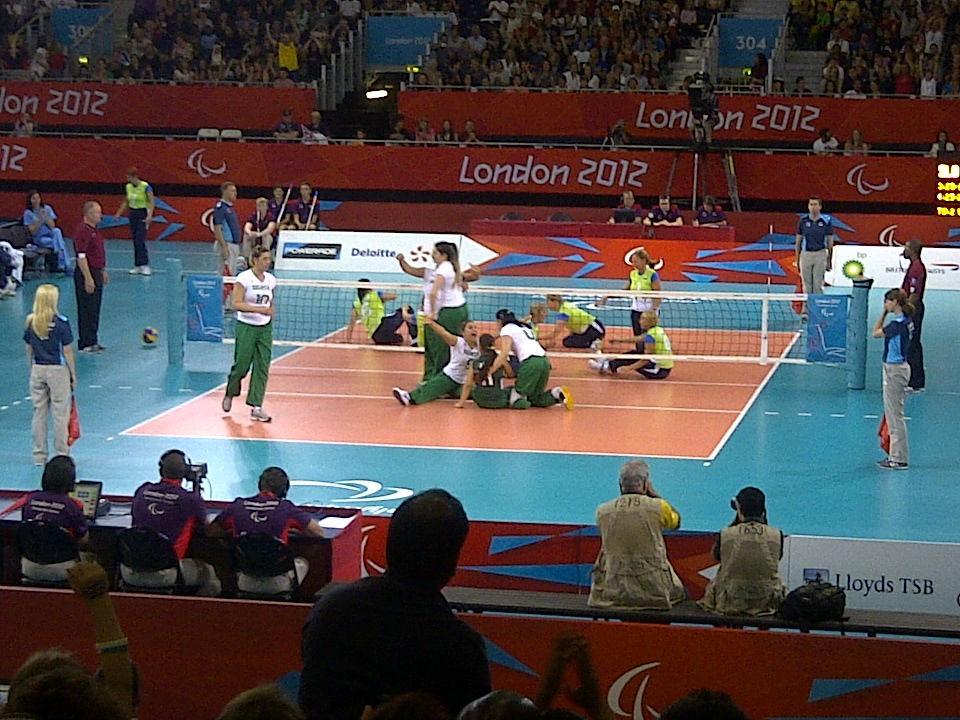
Seleção brasileira comemora após vencer uma partida nos Jogos de Londres.

O vôlei sentado surgiu em 1956 e debutou nos Jogos Paraolímpicos na sexta edição do evento, realizada em 1980, em Arnhem, nos Países Baixos. Contudo, a variante feminina só foi incluída no programa esportivo nos Jogos Paralímpicos de 2004. Apenas em 2002 a modalidade passou a ser praticada no Brasil, através de um torneio organizado pelo professor Ronaldo Gonçalves de Oliveira, disputado em Mogi das Cruzes. Em 7 de abril de 2003, a Confederação Brasileira de Voleibol para Deficientes foi fundada e no mesmo ano a seleção brasileira foi formada, fazendo a estreia em campeonatos internacionais nos Jogos Parapan-Americanos de 2003, obtendo a medalha de prata.
Nos Jogos Parapan-Americanos de 2007 e 2011, o torneio feminino não foi realizado. No Campeonato Parapan-Americano de 2011, realizado em Mogi das Cruzes, a equipe brasileira terminou na segunda colocação, conquistando uma vaga para as Paraolimpíadas de 2012. Na primeira participação em Jogos Paraolímpicos, o time brasileiro não classificou-se para a semifinal, com uma vitória (sobre a Eslovênia) e duas derrotas (China e Estados Unidos). Após superar o conjunto britânico, o Brasil garantiu a quinta posição ao derrotar novamente a Eslovênia.
Em 2014, a seleção brasileira conseguiu o seu melhor resultado em Campeonatos Mundiais ao finalizar a competição, organizada na Polônia, no sexto lugar. No ano posterior, em Toronto, a equipe brasileira perdeu para as americanas por 3 sets a 1 na primeira fase e por 3 a 0 na final, conquistando a segunda medalha de prata em Parapans. Nas Paraolimpíadas do Rio de Janeiro, o time brasileiro venceu Canadá, Ucrânia e Países Baixos por 3 a 0 na fase de grupos. Após ser derrotado pelos Estados Unidos na semifinal por 3 a 0, o conjunto brasileiro superou novamente a Ucrânia por 3 a 0 na disputa da medalha de bronze.

## Categorias de base
O vôlei sentado estreou nos Jogos Parapan-Americanos de Jovens na quarta edição do evento, realizada em 2017, em São Paulo. Para o campeonato no Parapan de Jovens, o esporte foi adaptado e disputado com equipes de três jogadoras, com idade entre 14 e 20 anos. A seleção brasileira venceu as cinco partidas que realizou, perdendo apenas um set na final para a equipe americana.